# Vartofta landsfiskalsdistrikt
Vartofta landsfiskalsdistrikt var 1918–1964 ett landsfiskalsdistrikt i Skaraborgs län, bildat när Sveriges indelning i landsfiskalsdistrikt trädde i kraft den 1 januari 1918, enligt beslut den 7 september 1917. Den 1 januari 1965 avskaffades i Sverige samtliga landsfiskaler och landsfiskalsdistrikt, och deras arbetsuppgifter delades upp på de nyskapade indelningarna polisdistrikt, åklagardistrikt och kronofogdedistrikt.
Landsfiskalsdistriktet låg under länsstyrelsen i Skaraborgs län.

## Ingående områden
När Sveriges nya indelning i landsfiskalsdistrikt trädde i kraft den 1 oktober 1941 (enligt kungörelsen den 28 juni 1941) införlivades kommunerna Mularp, Tiarp och Åsle från det upplösta Dimbo landsfiskalsdistrikt. När Sveriges nya indelning i landsfiskalsdistrikt trädde i kraft den 1 januari 1952 (enligt kungörelsen 1 juni 1951) ändrades distriktets indelning genom både kommunreformen 1952 samt införlivande av områden från det upplösta Slättängs landsfiskalsdistrikt (storkommunerna Habo och Mullsjö).

### Från 1918
Frökinds härad:
- Brismene landskommun
- Börstigs landskommun
- Kinneveds landskommun
- Vårkumla landskommun

Vartofta härad:
- Falköpings östra landskommun
- Karleby landskommun
- Kälvene landskommun
- Luttra landskommun
- Näs landskommun
- Slöta landskommun
- Vartofta-Åsaka landskommun
- Vistorps landskommun
- Yllestads landskommun

### Från 1 oktober 1941
Frökinds härad:
- Brismene landskommun
- Börstigs landskommun
- Kinneveds landskommun
- Vårkumla landskommun

Vartofta härad:
- Falköpings östra landskommun
- Karleby landskommun
- Kälvene landskommun
- Luttra landskommun
- Mularps landskommun
- Näs landskommun
- Slöta landskommun
- Tiarps landskommun
- Vartofta-Åsaka landskommun
- Vistorps landskommun
- Yllestads landskommun
- Åsle landskommun

### Från 1 januari 1952
- Frökinds landskommun
- Habo landskommun
- Mullsjö landskommun
- Vartofta landskommun